# 雅卡拉乌
雅卡拉乌是巴西帕拉伊巴州的一个市镇。总面积253.206平方公里，总人口14542人，人口密度57.4人/平方公里。